# Nina Bunjevac
Nina Bunjevac (1973) es una dibujante yugoslava.

## Biografía
Bunjevac nació en Welland, Ontario, Canadá, en 1973[2], hija de padres inmigrantes serbios procedentes de Yugoslavia. Cuando solo tenía dos años, su madre regresó a Zemun, Yugoslavia, junto a sus dos hijas, para huir de su marido y padre de las niñas, Peter, un radical nacionalista serbio que murió poco después en Toronto, al explotar por accidente la bomba casera que estaba construyendo junto con otras dos personas.
Bunjevac acudió a la escuela Djordje Krstic de artes aplicadas. En 1990 volvió a Toronto para estudiar en la Central Technical School y se graduó en OCAD en 1997. Ha trabajado como pintora, ilustradora y profesora de arte antes de dedicarse a los cómics. Estos han aparecido un buen número de publicaciones internacionales. En la undécima bienal de ilustración de Belgrado se hizo con el Golden Pen por su cubierta de la antología Ženski cinta na Balkanu (Mujeres balcánicas en los cómics), que en 2012 se publicó en inglés con el título Balkan Comics: Women on the Fringe (Cómics balcánicos: mujeres en la frontera).
También en 2012 apareció su primera colección de cómics, Heartless. En 2013 ganó un Doug Wright Spotlight Award en los Doug Wright Awards de ese año. En 2015 consiguió el Doug Wright Award for best Book por Fatherland (Patria), publicado el año anterior.  

## Lista de trabajos
- Heartless (2012)
- Fatherland (2014), publicada en castellano como Patria (Editorial Turner, 2015 ISBN 978-84-16142-16-3)